# Lezama (paroisse civile)
Pour les articles homonymes, voir Lezama.
Lezama est l'une des sept paroisses civiles de la municipalité de José Tadeo Monagas dans l'État de Guárico au Venezuela. Sa capitale est Lezama.

## Géographie

### Démographie
Outre sa capitale Lezama et son extension au quartier d'El Majomo, la paroisse civile comporte les localités de :
- Carrizal
- El Majomo
- La Cruz de Guataparo
- La Esperanza
- Las Flores
- Lezama
- Los Negros
- San Andrés